# Jay Emmanuel-Thomas
Jay Aston Emmanuel-Thomas (ur. 27 grudnia 1990) – angielski piłkarz występujący na pozycji obrońcy, pomocnika lub napastnika w Queens Park Rangers. Ma za sobą występy w młodzieżowych reprezentacjach Anglii do lat 17 i do lat 19.

## Kariera klubowa

### Wczesna kariera w Arsenalu
Urodzony w Forest Gate w Londynie, Emmanuel-Thomas jest pomocnikiem, który potrafi też grać jako lewy obrońca i środkowy napastnik. Gdy miał 7 lat, występował w zespole swego ojca i został wypatrzony przez skauta Kanonierów, który zaprosił go na treningi. W 2009 roku Emmanuel-Thomas opowiedział o podpisanym wtedy kontrakcie: „Drugiego dnia zaproponowano mi podpisanie kontraktu i tak tam trafiłem”. Do Akademii Arsenalu przybył 31 lipca 2007 roku i w wieku zaledwie 16 lat został kapitanem drużyny do lat 18. Latem 2008 roku podpisał swój pierwszy profesjonalny kontrakt z Kanonierami.
6 sierpnia 2008 wystąpił w wygranym 2-1 przedsezonowym spotkaniu Arsenalu z Huddersfield Town na Galpharm Stadium. Trzy dni później wystąpił w pierwszym składzie w zremisowanym 1-1 spotkaniu z zespołem hiszpańskiej Primera División – Sevilla FC, które zostało rozegrane w ramach przedsezonowego turnieju Amsterdam Tournament na stadionie Amsterdam ArenA.
W sezonie 2008/09 wystąpił w 39 spotkaniach drużyny młodzieżowej i rezerw, w których zdobył 7 goli.
W lipcu 2011 podpisał trzyletni kontrakt z Ipswich Town.

## Kariera międzynarodowa
Emmanuel-Thomas występował w reprezentacji Anglii do lat 17. W październiku 2008 Emmanuel-Thomas stał się częścią reprezentacji Anglii do lat 19, która dostała się do drugiej rundy kwalifikacyjnej Mistrzostw Europy U-19.

## Sukcesy
Arsenal
- FA Youth Cup zwycięzca: 2008/09
- Premier Academy League mistrz: 2008/09